# 马里奥·库莱托
马里奥·库莱托（義大利語：Mario Curletto，1935年9月13日—2004年12月22日），意大利前男子击剑运动员。他曾代表意大利参加1960年和1964年夏季奥林匹克运动会击剑比赛，其中1960年奥运会获得一枚银牌。